# تي ال سي 2009
تي ال سي اختصار لعبارة باللغة الإنجليزية وهي: (Tables, Ladders, and Chairs)، وتعني بالعربية: (طاولات، سلالم، وكراسي)، هو مهرجان مصارعة حرة جديد، وحل مكان أرماقدن (بالإنجليزية: WWE Armageddon)‏ وقد اقيم في سان أنتونيو في تكساس، وخاص بقسم راو وسماك داون واي سي دبليو، وقد أُقيمت 7 مباريات 3 منها حدث رئيسي.

## المباريات
1. كريستين فاز على شيلتون بينجمين واحتفظ باللقبه أي سي دبيلو وكانت المبارة على الدرج.
2. درو ماكنتاير فاز على جون موريسون ويحصل على أول لقب له في الاتحاد وحصل على لقب القارات.
3. ميشيل مكول تفوز على ميكي جيمس وتحتفظ باللقب النساء.
4. شيمس حقق مفاجأة وفاز على جون سينا وحصل على لقب الاتحاد مباراة كانت على الطاولات.
5. الأندرتيكر فاز على باتيستا واحتفظ ببطولة العالم.
6. راندي اورتن فاز على كوفي كينغستون.
7. دي جنريشن اكس فاز على جيرشو (كريس جركو وبيغ شو)، وحصلا على لقب الزوجية لأول مرة.

## وصلات خارجية
- تي ال سي 2009 على موقع IMDb (الإنجليزية)
- تي ال سي 2009 على موقع قاعدة بيانات الفيلم (الإنجليزية)
- تي ال سي 2009 على موقع كينوبويسك (الروسية)

{{شريط بوابات|الولايات المتحدة|مصارعتكم مخيسه
```
تحبني ولا الدراهم
```